# Чеботарёв, Фёдор Кузьмич
Фёдор Кузьми́ч Чеботарёв (15 июня 1904, с. Хорошее, Екатеринославская губерния — 19 января 1985, Киев, УССР) — советский политический и хозяйственный деятель, председатель исполнительного комитета Киевского городского совета депутатов трудящихся в 1946–1947 годах.

## Биография
Родился 15 июня 1904 года в селе Хорошее в семье крестьян-бедняков. Работал учеником и подмастерьем на черепичном заводе, позднее — на шахте. В 1919 году вступил в большевистскую партию, участвовал в гражданской войне.
С 1924 года работал на шахте Криворожского рудника и учился в Луганском индустриальном рабфаке. В том же году переведён в Киевский институт народного хозяйства. Одновременно учился в военно-технической академии имени Дзержинского в Ленинграде, которую окончил в 1932 году.
В 1933 году назначен директором Киевского электромеханического комбината. С 1934 года заместитель начальника, начальник цеха на заводе «Арсенал», затем — начальник производства, заместитель главного инженера завода.
В августе 1937 года избран первым секретарём Кировского райкома КП(б)У в Киеве. С декабря того же года назначен директором завода «Арсенал». В 1939—1943 годах на руководящих должностях на промышленных предприятиях вне Киева (директор завода № 106 в Хабаровске, затем Коломенского завода № 79 и Воткинского завода № 235).
В январе 1944 года направлен в Киев, вновь возглавил коллектив завода «Арсенал». С 2 февраля 1946 по декабрь 1947 года председатель исполкома Киевского городского совета депутатов трудящихся. В 1947—1949 годах заместитель министра местной промышленности РСФСР, позднее — начальник отделов Киевского совнархоза, Министерства пищевой промышленности УССР, работал в Госплане СССР.
Избирался депутатом Верховного Совета УССР 2-го созыва, членом Киевского городского и Печерского районного комитетов Коммунистической партии Украины.
Умер в Киеве 19 января 1985 года.

## Награды
- Орден Ленина (08.06.1939);
- Орден Отечественной войны І степени  (02.07.1945);
- дважды Орден Красной Звезды (18.01.1942, 05.08.1944);
- Почётная грамота Президиума Верховного Совета УССР;
- медали.